# Amblystegium austroserpens
Amblystegium austroserpens là một loài rêu trong họ Amblystegiaceae. Loài này được Müll. Hal. Kindb. mô tả khoa học đầu tiên năm 1888.